# Shahr-i Sokhta
Shahr-e Sukhte la "Città Bruciata" (in farsi:شهر سوخته) è un sito archeologico risalente all'Età del Bronzo. 
Si tratta di un insediamento urbano attribuibile alla Cultura Jiroft, collocato nella parte sud orientale dell'Iran (non lontano dai confini con Pakistan e Afghanistan), lungo il corso del fiume Helmand, lungo la strada che congiunge Zahedan a Zabol, nella provincia del Sistan e Baluchistan.

## Il sito
Il sito si estende per un'area pari a 151 ha e rappresenta una delle più antiche e ampie città del mondo. L'insediamento si è sviluppato intorno al 3200 a.C. 
La sequenza cronologica della città è stata divisa in quattro periodi e dodici fasi:
| Periodo | Datazione (a.C.) | Fase      | Estensione |
| ------- | ---------------- | --------- | ---------- |
| I       | 3200-2800        | 10-9-8    | 10-20 ha   |
| II      | 2800-2500        | 7-6-5a-5b | 45 ha      |
| III     | 2500-2200        | 4-3-2     | 100 ha     |
| IV      | 2200-1800        | 1-0       | ignota     |

Ha subito, nel corso della sua storia, almeno tre incendi, prima del completo abbandono del 1800 a.C. Fu scoperta nel 1967 dall'archeologo ed esploratore italiano Maurizio Tosi, ed è stata oggetto di scavi fin dal 1970, da una missione italiana guidata dall'IsMEO (oggi IsIAO).
La popolazione viveva essenzialmente di commercio e di agricoltura. Il fatto che non siano state rinvenute armi nel sito ha suggerito la natura pacifica degli abitanti della città.
Le ragioni della repentina scomparsa della città non sono ancora del tutto chiare.

## Ritrovamenti
Nel novembre del 2006 la missione diretta dall'archeologo iraniano Mansour Sajjadi ha riportato alla luce quella che è considerata la più antica protesi oculare finora nota. Si tratta di un oggetto di forma emisferica di 2,9 cm di diametro e 1,5 cm di altezza, realizzato in materiale leggero (probabilmente bitume). 
La superficie dell'occhio artificiale, decorata con incisioni, è ricoperta da una sottile lamina d'oro, inserita nelle crepe prodotte dall'essiccazione del materiale. 
Il manufatto presenta, inoltre due fori passanti che servivano al passaggio della cordicella che doveva tenere l'oggetto fissato alla testa della proprietaria. Il manufatto è stato rinvenuto in una tomba datata al 2900 a.C. (I Periodo), ancora sull'occhio della proprietaria. I segni rimasti sulla superficie del manufatto attestano che l'oggetto è stato usato a lungo durante la vita della donna.
Ancora da una tomba di Shahr-i Sokhtà, proviene un esemplare ligneo del gioco reale di Ur, si tratta di una sorta di backgammon, rinvenuto insieme alle pedine e a numerose a scorie e crogioli (indizi di attività metallurgica).
Altri oggetti degni di nota sono i crani che presentano indizi di attività chirurgica.